# Selecció de bàsquet de Grècia

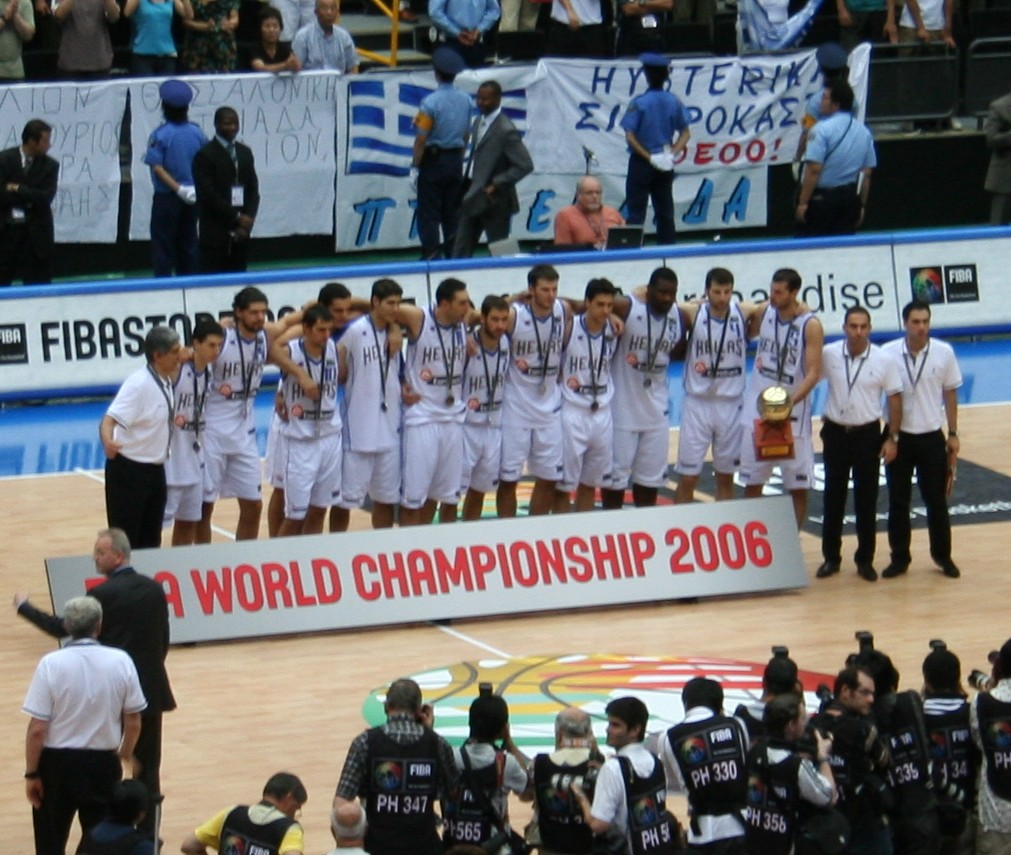
Selecció de Grècia l'any 2006.

La selecció de bàsquet de Grècia representa a Grècia en les competicions internacionals de bàsquet. Està governada per la Federació Grega de Bàsquet. Tradicionalment, Grècia és considerada de les millors seleccions de bàsquet del món; han guanyat l'Eurobasket dues vegades (el 1987 i el 2005) i la medalla de plata al Mundial del 2006.

## Classificacions

### Jocs Olímpics
- 1952 - 17
- 1996 - 5
- 2004 - 5
- 2008 - 5

### Campionats mundials
- 1986 - 10
- 1990 - 6
- 1994 - 4
- 1998 - 4
- 2006 -  2
- 2010 - 10
- 2014 - 9
- 2019 - 11

### Campionats europeus
- 1949 -  3
- 1951 - 8
- 1961 - 17
- 1965 - 8
- 1967 - 12
- 1969 - 10
- 1973 - 11
- 1975 - 12
- 1979 - 9
- 1981 - 9
- 1983 - 11
- 1987 -  1
- 1989 -  2
- 1991 - 5
- 1993 - 4
- 1995 - 4
- 1997 - 4
- 1999 - 16
- 2001 - 9
- 2003 - 5
- 2005 -  1
- 2007 - 4
- 2009 -  3
- 2011 - 6
- 2013 - 11
- 2015 - 5
- 2017 - 8
- 2022 - 5

### Jocs Mediterranis
- 1951 - 4
- 1955 -  3
- 1967 - 4
- 1971 -  3
- 1975 - 6
- 1979 -  1
- 1983 - 4
- 1987 -  3
- 1991 -  2
- 1993 - 4
- 1997 - 4
- 2001 -  2
- 2005 -  2
- 2009 -  2

## Jugadors destacats
- Georgios Kolokythas (1962–1971) - Aler, selecció europea (1970), FIBA's 50 Greatest Players (1991)
- Panagiotis Giannakis (1976–1996) - Base, FIBA Hall of Fame (2021)
- Nikos Galis (1980–1991) - Base, FIBA's 50 Greatest Players (1991), FIBA Hall of Fame (2007)
- Panagiotis Fasoulas (1981–1998)) - Pivot, FIBA Hall of Fame (2016), FIBA EuroStar (1996)
- Fanis Christodoulou (1983–1997) - Aler, 5 ideal EuroBasket (1993, 1995), MVP grec (1993)
- Nikos Oikonomou (1991–2001) - Aler, FIBA EuroStar (1996–1999)
- Georgios Sigalas (1993–2003) - Aler, selecció europea (1995), FIBA EuroStar (1996)
- Fragiskos Alvertis (1993–2004) - Aler, 101 grans jugadors europeus (2018)
- Theódoros Papalukàs (2000–2008) - Aler, EuroLeague Legend (2013)
- Dimitris Diamantidis (2001–2010) - Base, jugador europeu de l'any (2007), EuroLeague Legend (2016)
- Vassilis Spanoulis (2001–2015) - Base, 2× jugador europeu de l'any (2012, 2013), EuroLeague Legend (2022)
- Mikhalis Kakiuzis (1994-2007) - Aler, FIBA EuroStar (2007)
- Giannis Antetokounmpo (2014–present) - Pivot, campió NBA (2021), 2× MVP NBA (2019, 2020)